# Chiesa di Santa Maria Formosa
La chiesa della Purificazione di Maria nota come Santa Maria Formosa è un edificio religioso della città di Venezia, nel sestiere di Castello, ai confini del sestiere di San Marco. Si affaccia sul campo omonimo.
Campo Santa Maria Formosa è uno dei più vasti di Venezia e si trova su un'isola delimitata dai rii di Santa Maria Formosa, del Pestrin, di San Giovanni Laterano e del Mondo Novo.
La chiesa fa parte dell'associazione Chorus Venezia.

## Storia

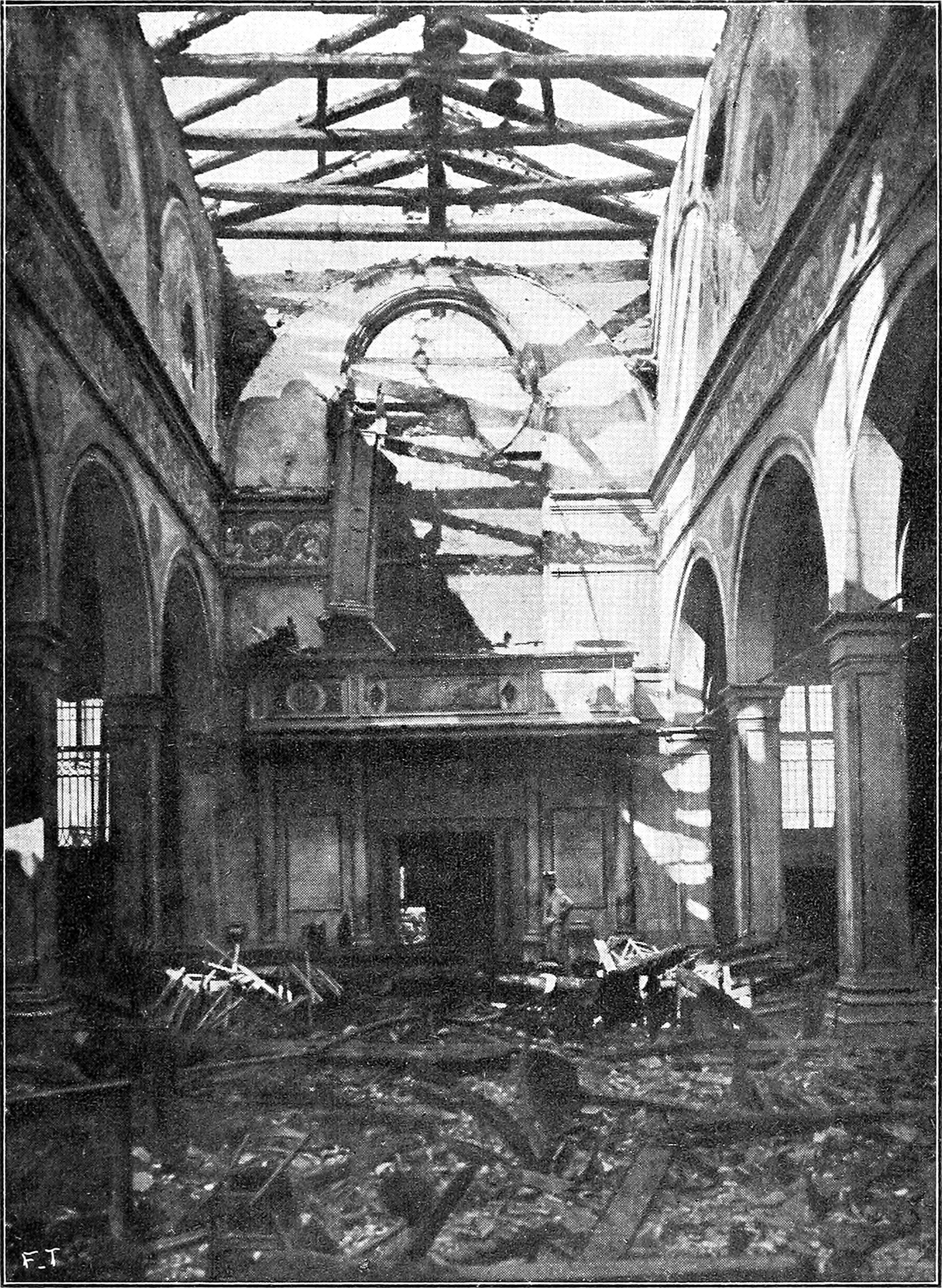
La chiesa dopo il bombardamento del 1916

Secondo la tradizione, fu eretta nel 639 da San Magno di Oderzo, cui era apparsa la Vergine dalla vaga forma, la quale gli indicò tale luogo per la costruzione della chiesa a lei dedicata. La sua realizzazione venne finanziata dalla famiglia patrizia Tribuno; prese il nome di Purificazione della Beata Vergine. Ma già da allora avrebbe ricevuto l'attuale nome, per la vaga forma della Madonna apparsa al Santo; ovviamente tutto ciò è un insieme di storia e leggenda, perché la più antica documentazione scritta risale solo al 1060. L'antica chiesa venne rinnovata nell'864 e, dopo un incendio, nel 1106.
Una volta l'anno il Doge si recava in preghiera in questa chiesa, nel giorno della Purificazione di Maria, per ricordare la liberazione da parte dei membri della Scuola dei Casseleri di dodici fanciulle rapite dai pirati Narentani. Da tale evento nasce anche la Festa delle Marie, festa popolare ancora presente a Venezia.
Trovandosi l'edificio in stato di decadenza, la chiesa venne ricostruita nel 1492 da Mauro Codussi, già autore di altre chiese a Venezia, nello stile del primo Rinascimento mantenendo parzialmente l'antico schema a croce greca. Il Codussi morì nel 1504 senza finire la sua opera. Più tardi la famiglia Cappello, nel 1542, finanziò la costruzione di entrambe le facciate: la prima, quella che dà sul rio, è in stile classico; la seconda, sul campo, è barocca (1604).
A seguito dei danni riportati a causa di un terremoto, probabilmente quello di Argenta del 1624, il mercante di origine piemontese Turin Tonon finanziò un restauro della chiesa facendosi anche costruire due grandi monumenti funebri su progetto di Giovanni Comin ed eseguito dallo stesso e dal futuro architetto Domenico Rossi. Il programma prevedeva oltre al rinforzo delle facciate una sistemazione del tamburo della cupola e la decorazione dei soffitti dei transetti e della navata con quattro teleri realizzati da Gregorio Lazzarini, Antonio Zanchi, Marco Marangoni e Antonio Molinari.
La chiesa rimase collegiata e matrice (almeno dal XIII secolo) fino al 1807 quando, con le soppressione napoleoniche, perse i titoli ma le furono aggregate le soppresse parrocchie di San Lio e Santa Marina.
Nella prima metà dell'Ottocento il parroco Bartolomeo Cecchini decise di sgombrare la cappella maggiore dai monumenti della famiglia Tonon (oggi ne restano solo i busti sparsi sui muri dei transetti) e di forare il tamburo ottagonale della cupola con altre quattro finestre.
Nel corso della prima guerra mondiale, la notte del 9 agosto 1916 la chiesa fu colpita da un bombardamento austriaco. Nell'incendio restarono scoperchiati il presbiterio, il transetto destro e la navata, andarono così perduti l'organo e i teleri sui soffitti, tranne quello del Molinari. Nel successivo arbitrario restauro, ad opera dell'ingegnere Giovanni Scolari nel 1926, fu eliminato anche il tamburo sotto la cupola.

## Descrizione
Mauro Codussi costruì sulla croce greca originaria, la pianta latina a tre navate, con presbiterio affiancato da due cappelle minori per lato, e grandi cappelle sui fianchi delle navate minori rese più ariose dalle ampie bifore laterali con cui comunicano tra loro e con il transetto. All'interno venne ripreso il tema brunelleschiano delle membrature architettoniche in pietra grigia che risaltano sugli intonaci bianchi.

### Esterno

#### Facciata ovest (principale)
La facciata (del 1542) fu commissionata dalla famiglia Cappello per onorare l'ammiraglio Vincenzo Cappello, morto nel 1541. Di aspetto classicheggiante è tripartita da fasci di semipilastri corinzi specchiati e posati a coppie su alti basamenti e chiusa, al di sopra dell'alta trabeazione, da un grande timpano coronato da acroteri a vaso. Le colonne ioniche del portale sostengono il monumento funebre dell'ammiraglio, presentato in piedi con il bastone del comando sopra un'elaborata urna, opera firmata dello scultore Domenico di Pietro Grazioli. Armi e corazze si presentano sui due medaglioni al centro dei basamenti e lo stemma dei Cappello è esibito al centro del timpano.

#### Facciata nord
Anche la facciata rivolta a nord (del 1604) fu commissionata dai Cappello. È divisa su due livelli, il primo è pentapartito da un ordine minore di lesene ioniche che racchiudono ai lati arcate cieche. Il secondo livello è collegato al primo dai due pilastri corinzi e specchiati dell'ordine maggiore su cui si imposta il timpano. Due ali trabeate succedute da due quinte curvilinee convesse chiudono il livello. A coronamento sono poste una statua della Vergine e quattro di Virtù. Nella partizione centrale si apre un grande portale che ribadisce su semicolonne l'ordine minore, sopra il timpano spezzato del grande e davanti al rosone il busto di un Cappello. Altri due busti della famiglia sono posti sopra le specchiature delle ali trabeate.

#### Campanile
L'originale campanile in stile barocco (concluso nel 1688) venne iniziato e progettato dal sacerdote Francesco Zucconi nel 1611 separato dalla chiesa dai piccoli edifici un tempo della Scuola dei Frutarioli e della Scuola dei Casselleri. Impostato su due fasce a più corsi di bugnato, la prima rastremata e rustica la seconda liscia, prosegue con un decoro a lacune in intonaco fino ai quadranti di orologio che decorano i quattro lati sotto la cella campanaria. La cella presenta finestre balaustrate con maschere in chiave di volta ed è sormontata da timpani centinati. Al di sopra un primo tamburo dalla pianta complessa sostiene una balaustrata che circonda un ulteriore tamburo ottagonale. Il complesso pinnacolo ottagonale è culminato da cherubini a sostenere la croce. A chiave di volta della porta d'ingresso del campanile è stata posta una mostruosa testa grottesca, ché si credeva potesse impedire l'ingresso del demonio per divertirsi a suonare le campane. Il taglio ironico della scultura fa pensare ad un atteggiamento veneziano scanzonato rispetto a questa tradizione in tempi di interdetto, ma proprio per questo il mascherone fu censuratissimo da John Ruskin e considerato il prototipo di tutti i fregi consimili (anche precedenti).

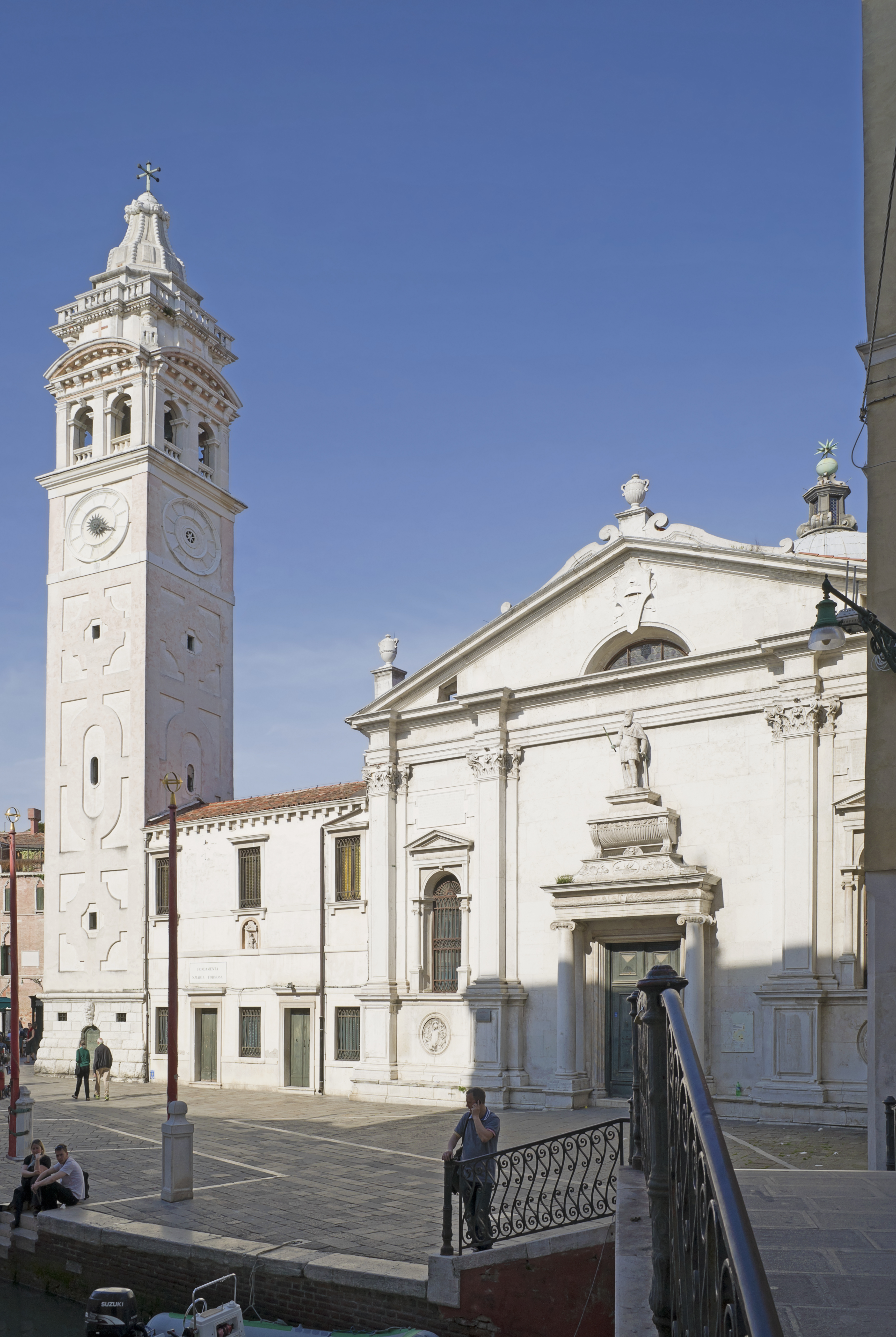
La facciata ovest
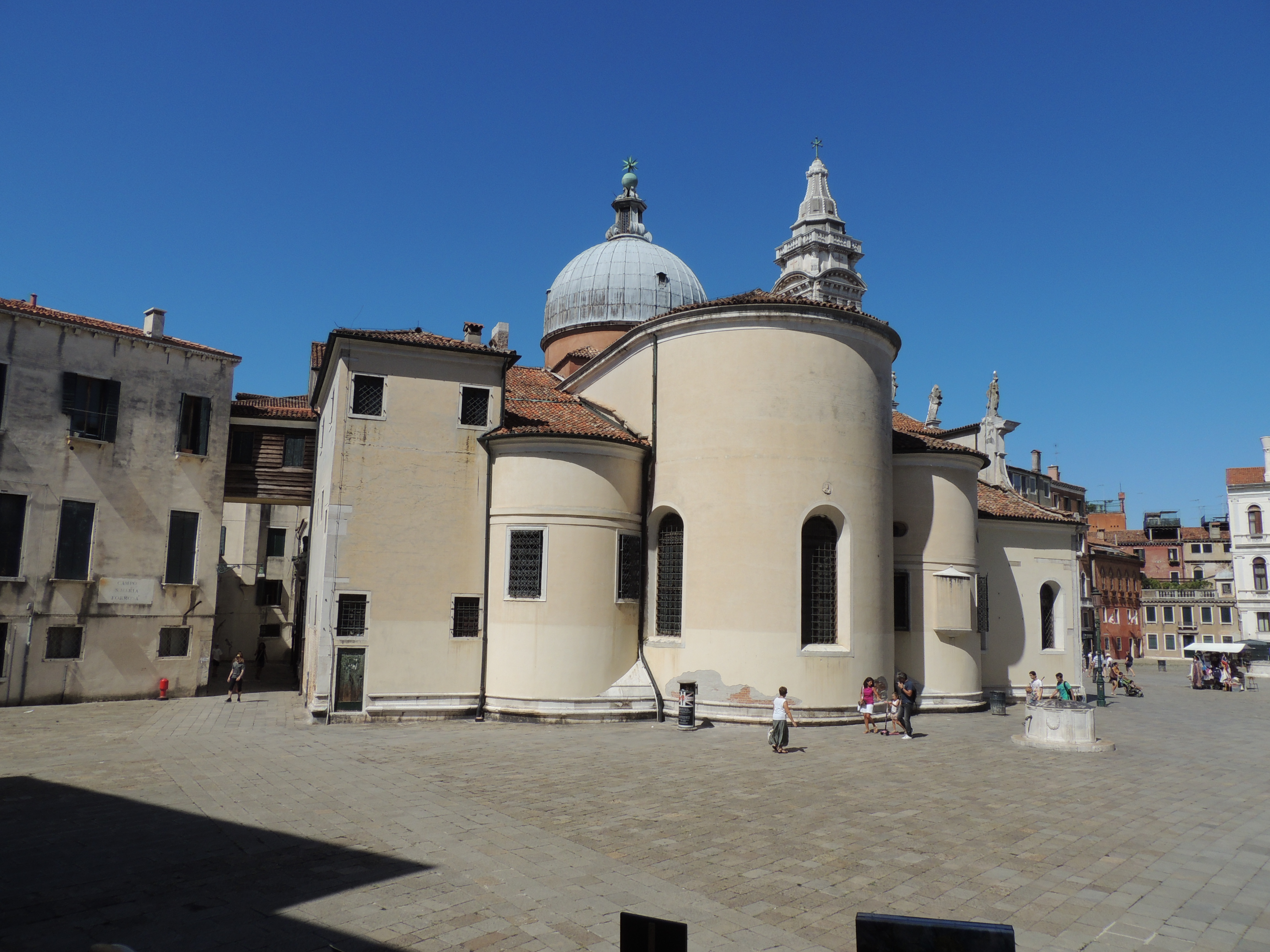
L'abside
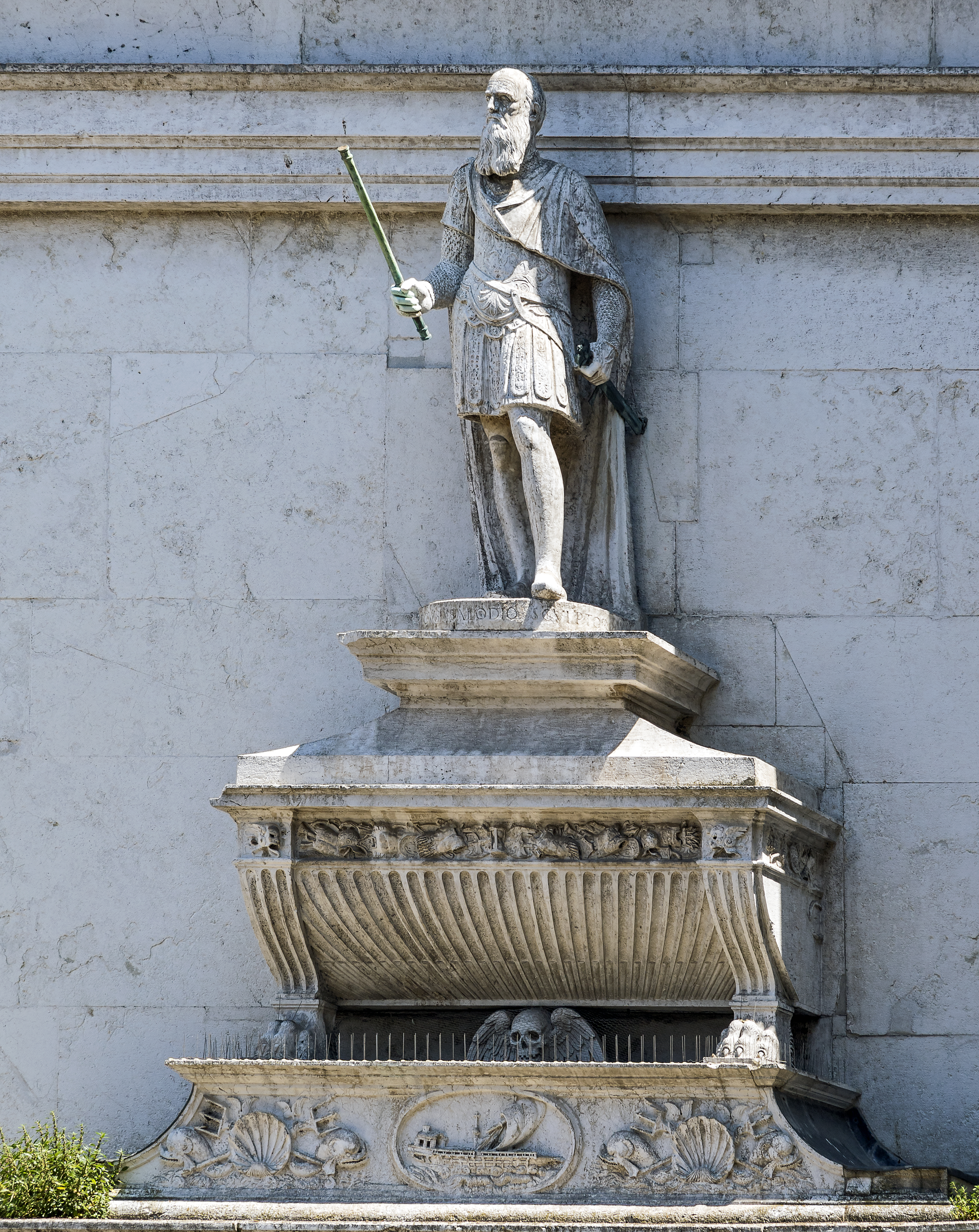
Monumento di Vincenzo Cappello
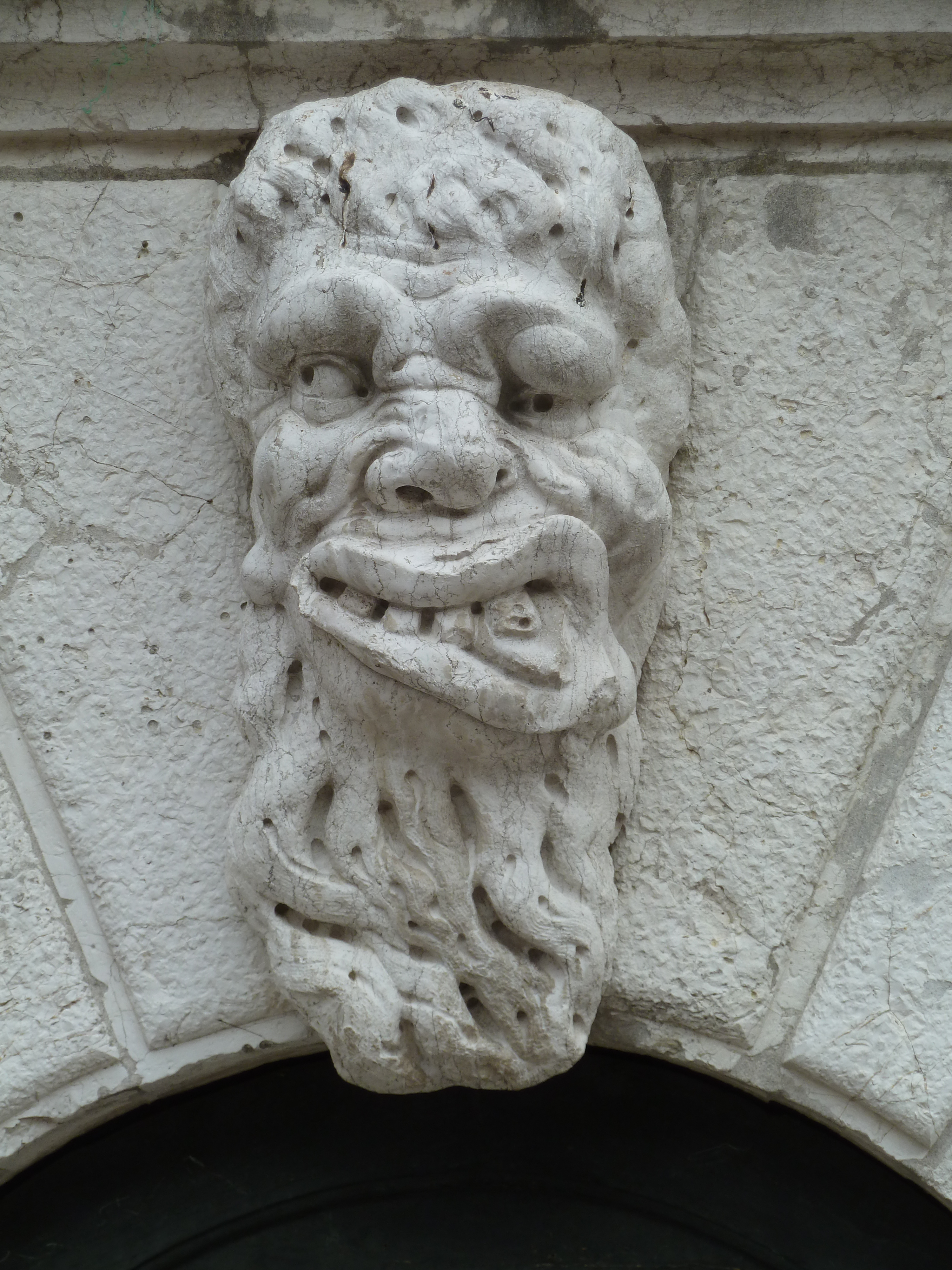
Mascherone
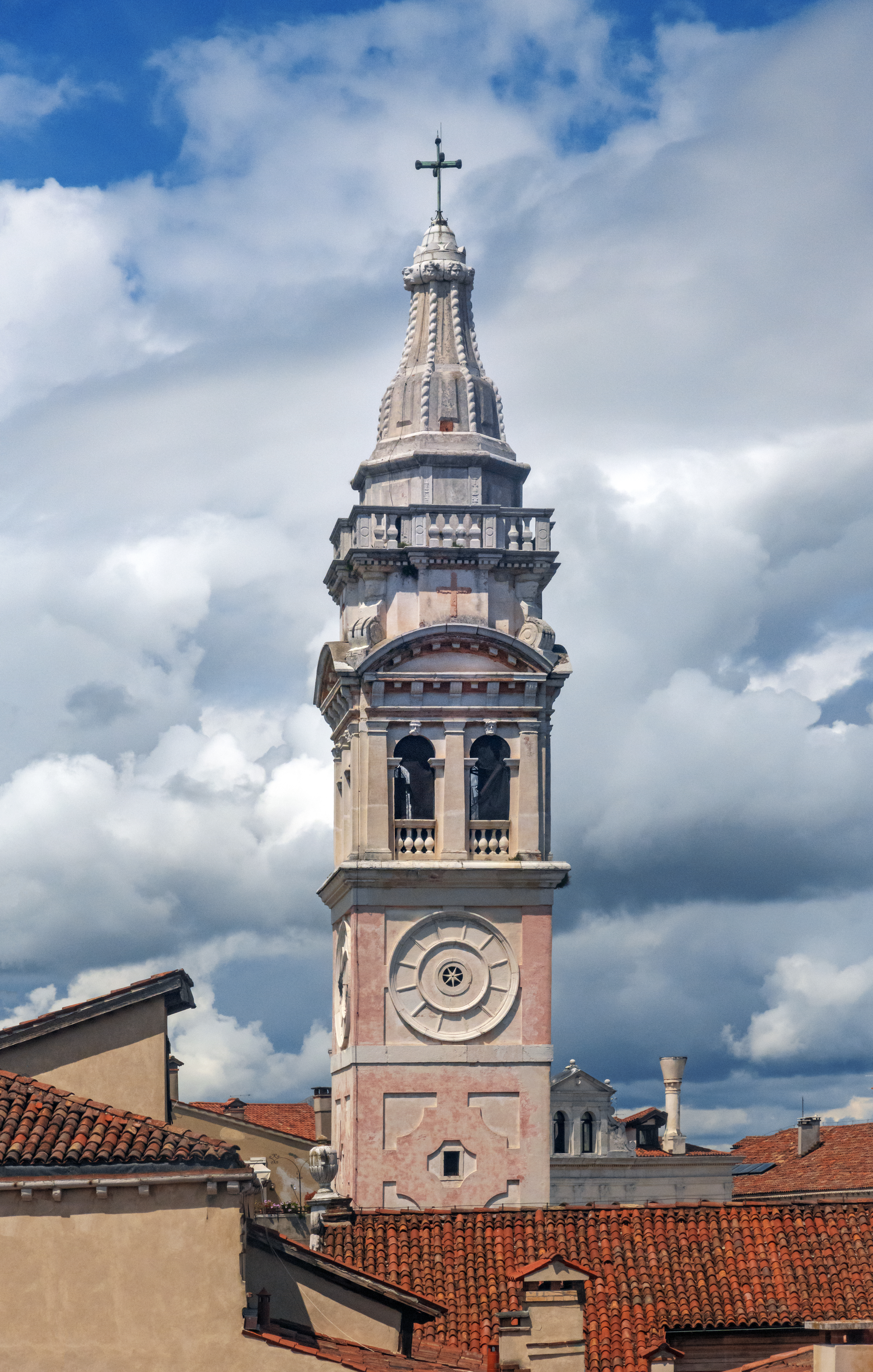
La cuspide del campanile

### Interno

#### Navata destra
- All'inizio della navata troviamo un battistero dl XVI secolo sopra al quale è stato posto il dipinto della Circoncisione di Gesù opera belliniana attribuita a Vincenzo Catena.
- Nella prima cappella il Trittico di Bartolomeo Vivarini (firmato e datato 1473) che rappresenta al centro la Vergine della Misericordia, a sinistra L’incontro tra Gioacchino e Anna e a destra La Nascita della Vergine. Probabilmente eseguito per l'altare maggiore della vecchia chiesa[9] è ora rimontato su un altare barocco. Sulla parete destra è collocato un Padre Eterno e angeli di Lazzaro Bastiani e su quella di fronte un piccolo bassorilievo con il Cristo morto.
- Nella seconda cappella, sopra un altare barocco dall'elaborato paliotto in marmo a rilievo, è la Madonna in Pietà e San Francesco D'Assisi di Jacopo Negretti detto Palma il Giovane.

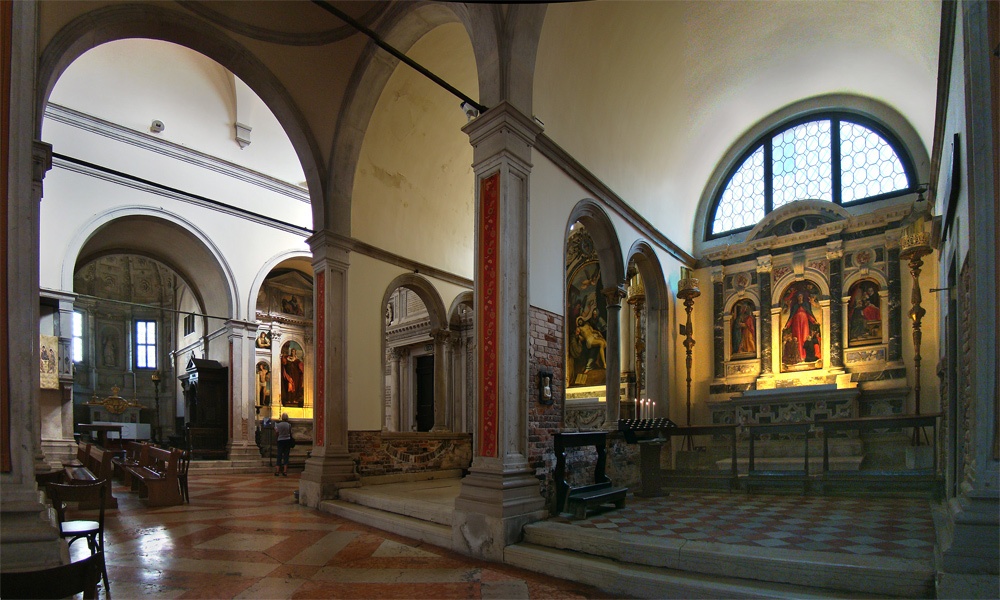
Scorcio delle cappelle laterali e absidali di destra
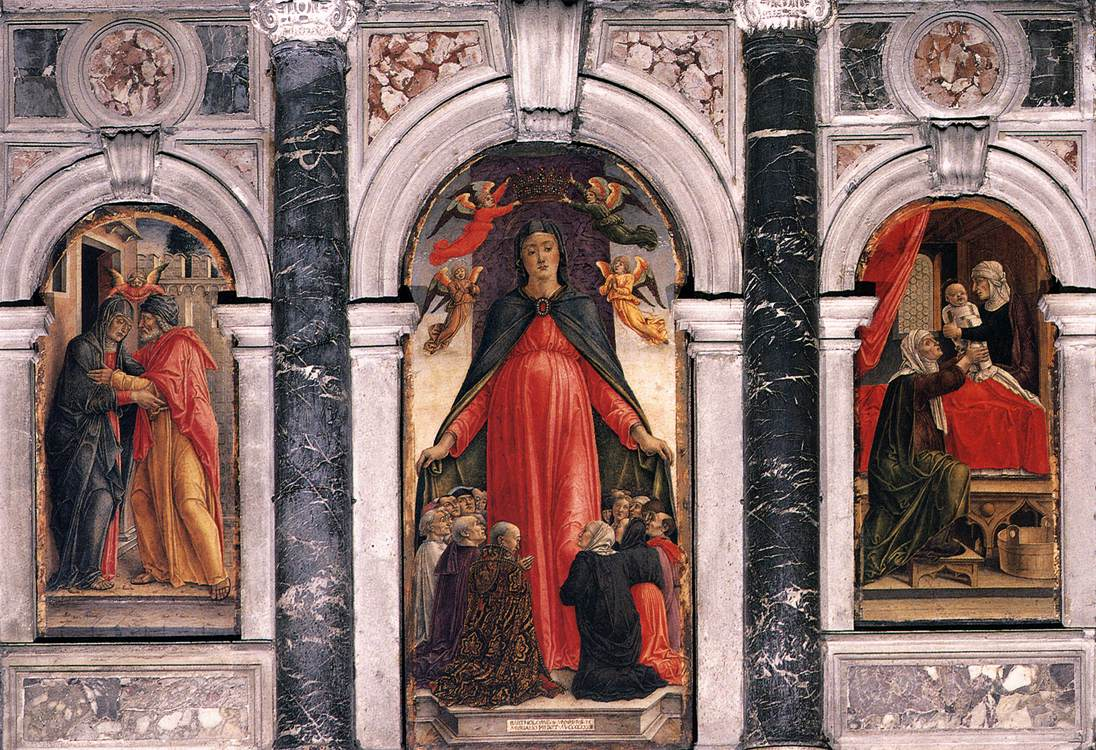
Trittico di Bartolomeo Vivarini

#### Transetto destro
- Sulla parete destra sopra la bifora l'Ultima cena opera di Leandro Bassano (inizi XVII secolo).
- Sulla parete di fondo attorno alla porta è il ricco Monumento funebre della famiglia Hellemans (post 1638): al centro, sostenuto da colonne ioniche l'urna di Guglielmo e sopra le partizioni laterali i busti di Guglielmo e del fratello Antonio. Gli Hellemans erano una famiglia di ricchi mercanti di Anversa stabilitisi a Venezia.

#### Cappella della Scuola dei Bombardieri
Un grande altare barocco, a sostituzione dell'originario, contiene il grande polittico di Palma il Vecchio, forse l'opera sua più famosa (inizio XVI secolo). I dipinti presentano al centro la figura di Santa Barbara, a destra in basso, Sant’Antonio abate ed, in alto, San Vincenzo Ferreri, a sinistra in basso, San Sebastiano, e in alto, San Giovanni Battista, nella cimasa è raffigurata una Pietà. Giuseppe Torretti eseguì il paliotto in marmo raffigurante il Martirio di Santa Barbara (XVIII secolo).

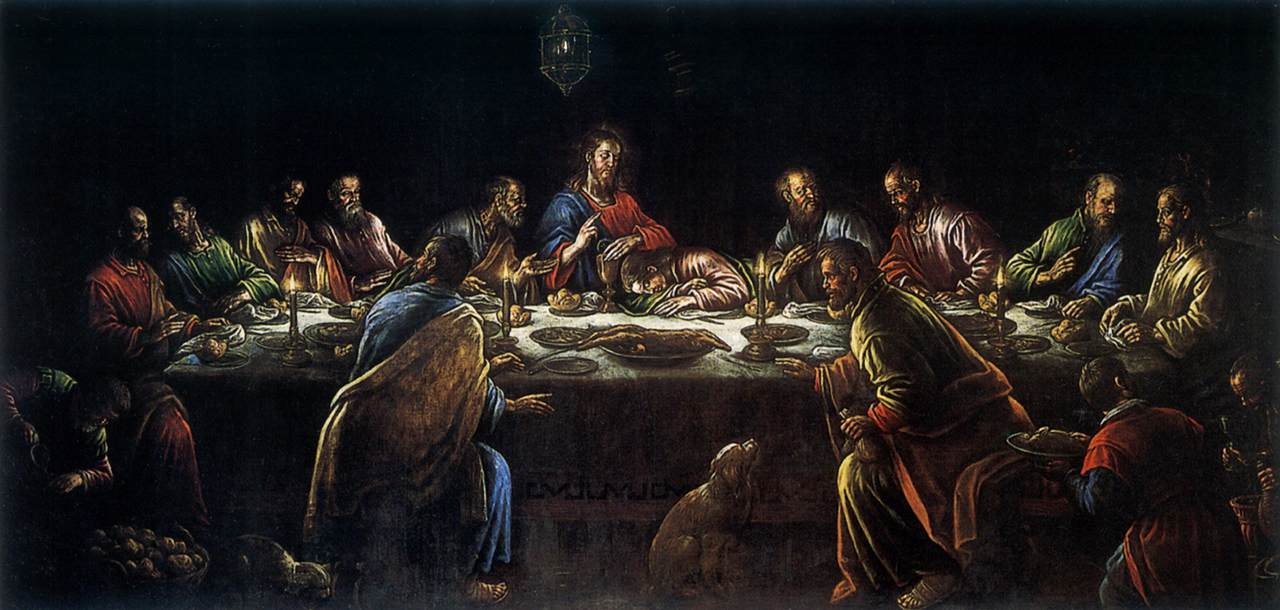
Ultima Cena di Leandro Bassano
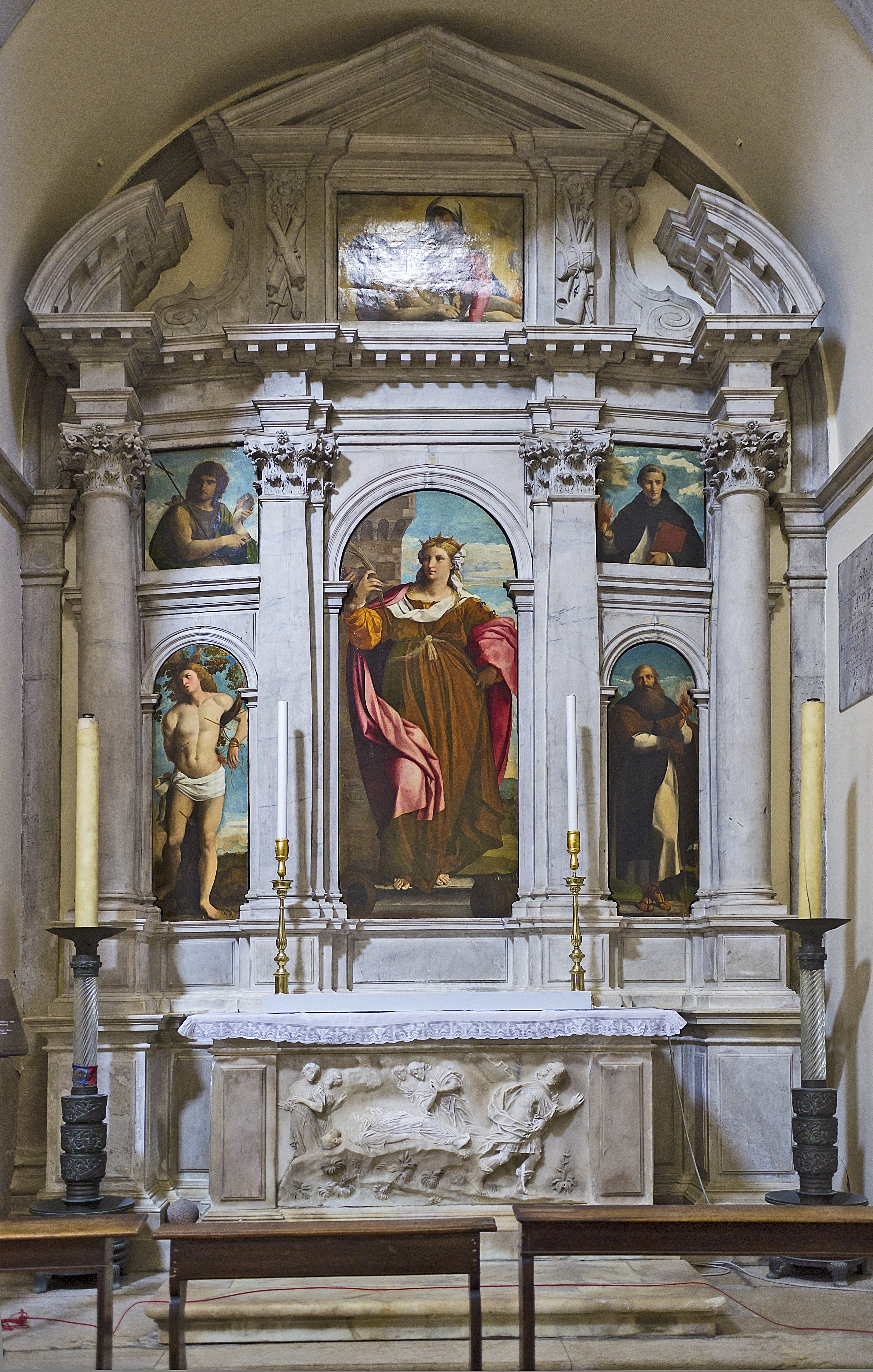
Polittico di Santa Barbara di Palma il Vecchio
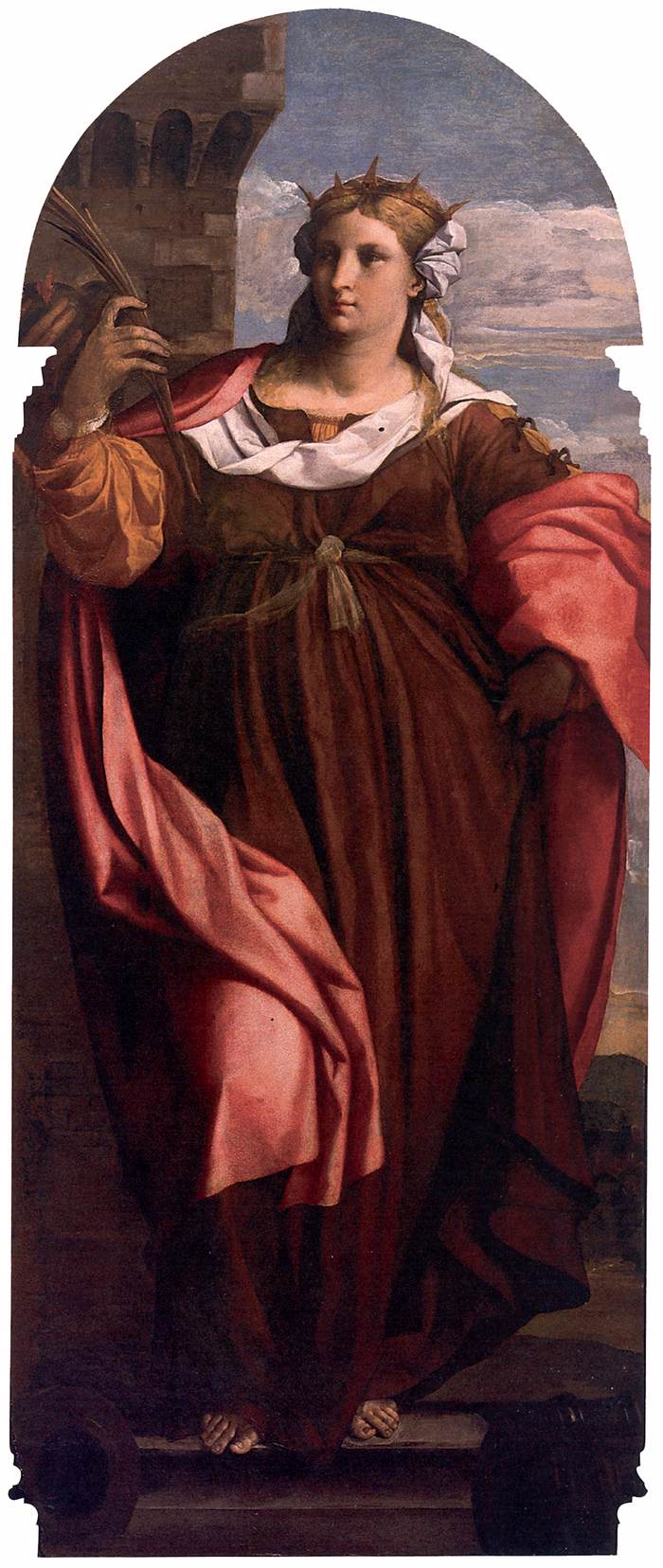
Santa Barbara

#### Cappella absidale destra (Cappella Querini o di San Lorenzo Giustiniani)
- La cospicua struttura dell'abside marcata da colonne corinzie che alternano nicchie e finestre contiene tre statue di Girolamo Campagna: da sinistra San Sebastiano, San Francesco e San Lorenzo Giustiniani (fine XVI secolo, inizio del XVII) provenienti dagli altari già dei frutarioli e dalla cappella vicina[10].
- In una vetrina, dentro l'arcone che comunica con il presbiterio, sono esposte numerose suppellettili sacre, raffinate opere di oreficeria tra il XVII ed il XIX secolo.

#### Presbiterio

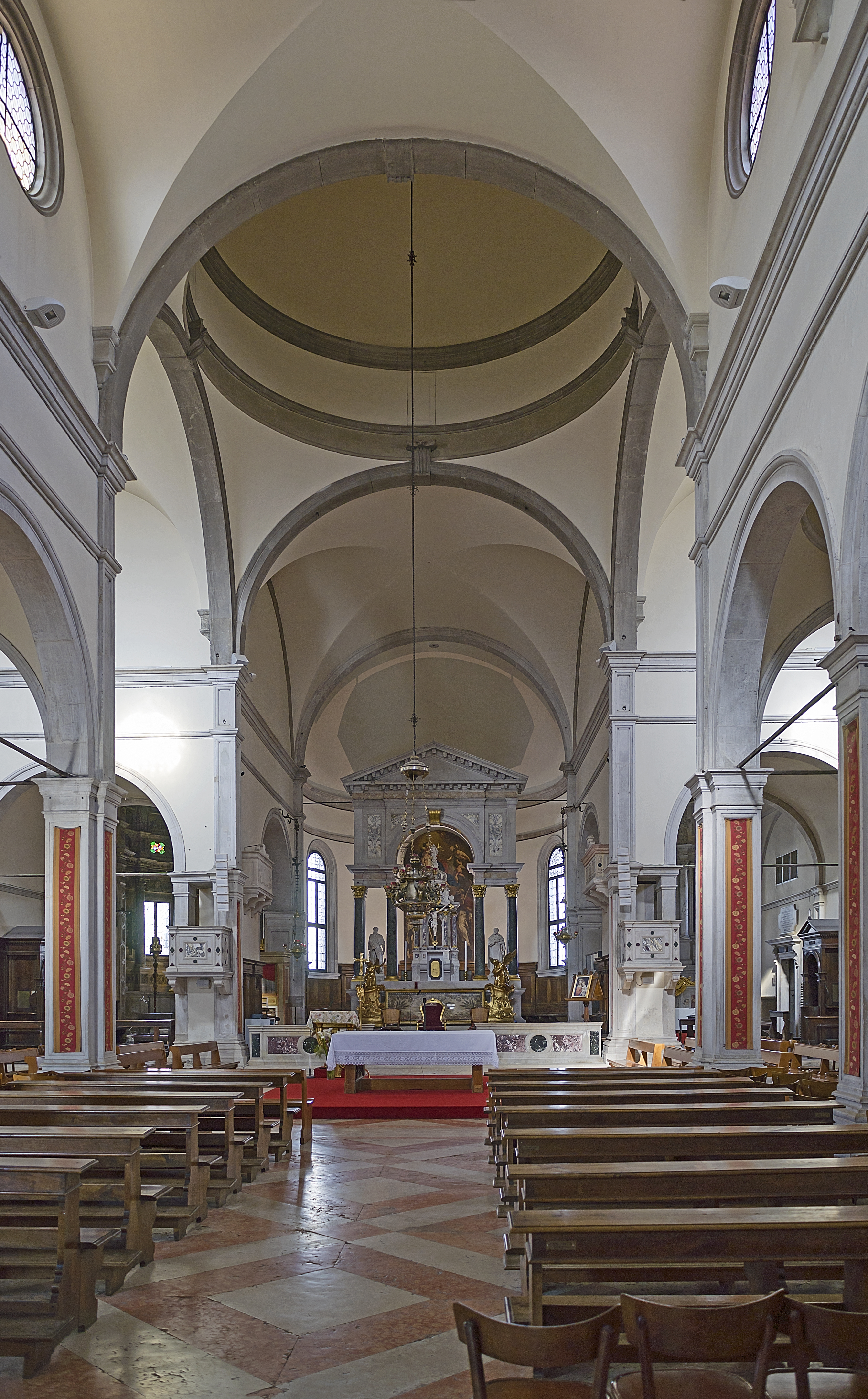
Navata centrale e presbiterio

Gli amboni all'imboccatura del presbiterio sono una ricostruzione moderna. Sulle pareti, l'una a fronte dell'altra, sono murate due urne funebri rinascimentali dei Donà. L'altare maggiore, ad arco trionfale e staccato dalla parete absidale, è frutto parziale del restauro novecentesco. Il tabernacolo fu sostituito con quello marmoreo attuale nel XVIII secolo. Le due statue (XVII secolo) ai lati dell'altare provengono dalla demolita chiesa di Santa Marina. Sulla parete di fondo la grande pala Vergine e i Santi Marco e Magno - Allegoria Della Chiesa di Giulia Lama (1710). Sul soffitto la Presentazione al doge delle spose rapite dai pirati narentani di Antonio Molinari (fine XVII secolo, già tradizionalmente attribuita a Giovanni Segala).

#### Cappella absidale sinistra (Cappella della Scuola dei Casselleri o della Madonna del parto)
Divenuta giuspatronato dei Grimani fu rifatta alla fine del XVI secolo per volere di Antonio Grimani, allora Vescovo di Torcello. Il catino a cassettoni è decorato con mosaici su disegno di Palma il Giovane: al centro lo Sposalizio di Maria e Giuseppe ed intorno figure di Profeti e Sibille. La parete di fondo adorna di colonne corinzie in marmi multicolori presenta ai lati due statue di un anonimo del XVII secolo: a sinistra San Matteo apostolo ed a destra San Giacomo apostolo. Sull'altare la Madonna del parto anch'essa opera anonima del XVI secolo.

#### Cappella del Santissimo Sacramento (già Cappella Vitturi o della Santissima Trinità)
Sull'altare un ricco ciborio in marmo, già nella chiesa di Sant'Agnese, con una statua di Cristo Redentore opera di Giulio del Moro (fine del XVI secolo) e angeli adoranti. Alle pareti numerosi piccoli dipinti: a destra La Trinità e Tobiolo e l'angelo di anonimi del XVII secolo, la Natività di Maria di Antonio De Ferrari detto Foler e la Presentazione di Gesù al Tempio di anonimo del XVI secolo; a sinistra Cristo deposto e compianto da Maria, la Maddalena e san Giovanni dell'ambito di Pietro Negri (fine XVII secolo), Maria Maddalena unge i piedi di Cristo in casa di Simeone dell'ambito di Pietro Liberi (fine XVII secolo), Sant'Antonio dell'ambito di Ermanno Stroiffi (XVII secolo) oltre a la Vergine Addolorata, San Girolamo e Santa Marina tutte opere di anonimi.

#### Transetto sinistro
- Sulla parete di fondo sopra la porta e tre gli archi delle cappelle tre busti Bartolomeo Tononi (anonimo del XVII secolo), Antonio Tononi (opera di Giovanni Comin, Domenico Rossi) e Turrino Tononi (del solo Comin), unici residui dei due grandi monumenti nella cappella maggiore[6].
- Sulla sinistra sopra la bifora la Approvazione dell'ordine della Santissima Trinità o del Riscatto degli Schiavi di Baldassarre D'Anna (inizio XVII secolo).
- A sinistra della bifora il tabernacolo de la Vergine ed il Bambino (XIX secolo), copia di Lattanzio Querena dell'opera del Sassoferrato conservata nell'oratorio.

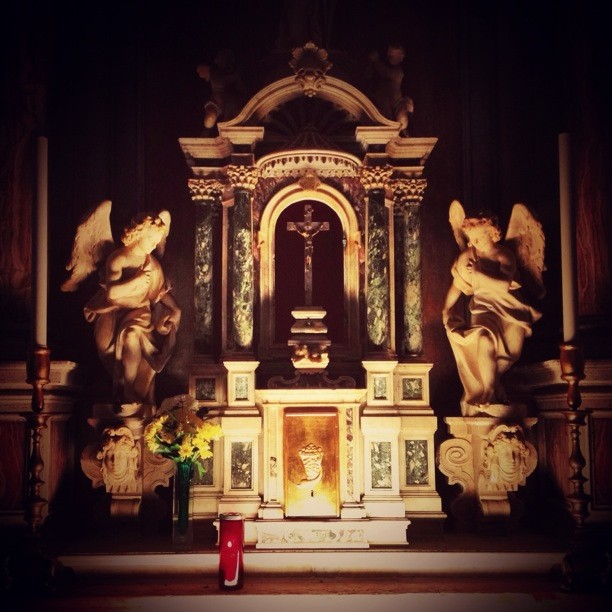
Ciborio della cappella del Santissimo Sacramento
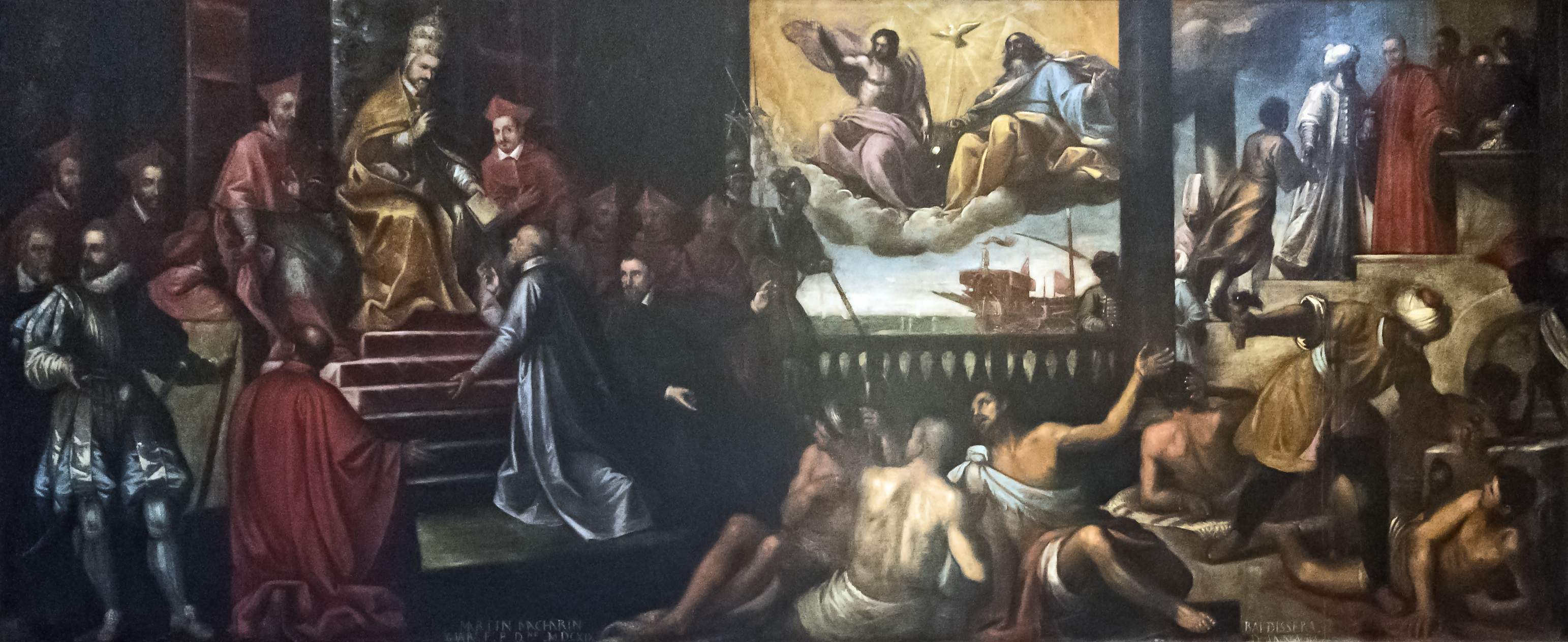
Approvazione dell'ordine della Santissima Trinità o del Riscatto degli Schiavi di Baldassare D'Anna

#### Navata sinistra
- Nella prima cappella verso il transetto San Luigi Gonzaga, San Simeone mostra Gesù, Sant'Antonio da Padova, trittico di Antonio Ermolao Paoletti (1890 circa).
- Nella seconda cappella, già della Scuola dei Frutaroli, sull'altare il polittico del Sacro Cuore di Maria e Sant'Alfonso de Liguori e San Luigi Gonzaga di Lattanzio Querena (1830 circa) e sulla parte a sinistra la cattura di Cristo nell'orto e San Marcellino opera di anonimi veneziani del XVI secolo.
- Sull'altare a sinistra della porta la Madonna della Consolazione o di Lepanto opera di scuola veneto-cretese attribuita a Nicolaus Safuris. Durante la battaglia di Lepanto (1571) l'icona era nella galea di Sebastiano Venier, gli eredi la donarono alla chiesa[12].

#### Controfacciata
In controfacciata sopra una cantoria in marmo con commessi policromi sostenuta da quattro colonne ioniche è l'organo che distrutto dal bombardamento del 1916 fu rifatto nel XX secolo. Sulla sinistra è la lastra tombale di Vincenzo Cappello decorata con il leone di San Marco, lo stemma di famiglia ed una scena di battaglia navale.

### Oratorio
Al primo piano sopra la sagrestia l'oratorio, non visitabile, contiene diverse opere tra cui le Madonne con Bambino di Giandomenico Tiepolo, Giambettino Cignaroli, Sassoferrato ed il San Pietro Apostolo di Paolo Pagani.